# Kretania eurypilus
Het Bruin tragantblauwtje (Kretania eurypilus) is een vlinder uit de familie Lycaenidae. De wetenschappelijke naam is voor het eerst gepubliceerd in 1851 door  Christian Friedrich Freyer.

## Verspreiding
De soort komt voor in Zuidoost-Europa, Rusland, Turkije, Syrië, Armenië, Libanon, Iran en Afghanistan.

## Ondersoorten
- Kretania eurypilus eurypilus (Freyer, 1845)
- Kretania eurypilus euaemon (Hemming, 1931)
- Kretania eurypilus iranica (Forster, 1938)
- Kretania eurypilus pelopides van der Poorten, 1984
- Kretania eurypilus khorasanus ten Hagen, 2013
- Kretania eurypilus afgnaniensis ten Hagen, 2013
- Kretania eurypilus kuhpayensis ten Hagen, 2013